# 天馬茶房 (電影)
《天馬茶房》，為1999年於台灣上映之電影，為林正盛導演，青頻果有限公司製作。時空為日治時代末期至中華民國接管時的混沌時局，台北大稻埕的咖啡店天馬茶房發生的愛情故事。

## 劇情概要
故事背景發生於日治時代末期至中華民國接管時期，以咖啡店「天馬茶房」的舞台表演為中心，藉由兩個虛擬人物暖玉與阿進的愛情故事，串起真實存在的天馬茶房、詹天馬、海龍王、劇團團長阿賢（張維賢）、阿邁（林江邁）、永樂舞台（永樂座）等真實故事。製片葉金勝藉此真人實境，加以虛構的情節，敍述台灣在二二八事件之前、跨越兩個不同文化、統治方式的人民生活及警政軍與人民間的衝突。

## 獲得獎項
- 1999年，入圍第36屆金馬獎：最佳男配角、最佳原著劇本、最佳美術設計、最佳造型設計、最佳原創電影音樂，並獲得最佳電影歌曲《幸福進行曲》。
- 1999年，獲得第44屆亞太影展最佳電影配樂。
- 坎城影展"一種注目"單元、釜山影展、藍特影展、福岡影展、多倫多影展、夏威夷影展、亞太影展參展影片
- 2000年，代表台灣參加奧斯卡影展外語片競賽。

## 演員列表
林強 飾 阿進，左派知識分子
蕭淑慎 飾 暖玉，劇團台柱
戴立忍 飾 "天馬師"- 詹天馬
龍劭華 飾 海龍王，暖玉的爸
陳明章 飾 阿賢(張維賢)，劇團團長
陳淑芳 飾 阿邁(林江邁)
鍾佳珍 飾 女歌手
鈕承澤 飾 小寶，軍官
葉天倫 飾 有西，阿進好友
張鳳書 飾 劇團團員

## 評價
《天馬茶房》在IMDb獲得7.1的評分。

## 外部連結
- 開眼電影網上《天馬茶房》的資料（繁體中文）
- 香港影庫上《天馬茶房》的資料（繁體中文）
- 时光网上《天馬茶房》的資料（简体中文）
- 豆瓣电影上《天馬茶房》的資料 （简体中文）
- 爛番茄上《天馬茶房》的資料（英文）
- AllMovie上《天馬茶房》的资料（英文）
- 互联网电影数据库（IMDb）上《天馬茶房》的资料（英文）
- 《天馬茶房》（March of Happiness） - 台灣老映象

1. ↑  IMDb.  https://www.imdb.com/title/tt00215254/ratings. 缺少或|title=为空 (帮助)